# Manuel Fernandes (1951)
Manuel Fernandes nacido como Manuel José Tavares Fernandes (Sarilhos Pequenos, Portugal, 5 de junio de 1951-Lisboa, Portugal, 27 de junio de 2024) fue un futbolista y entrenador de fútbol portugués que jugó en la posición de delantero, principalmente en el Sporting Clube de Portugal.

## Inicios
Cuando era pequeño y su madre le mandaba a la cama, Manuel Fernandes escondía la radio para escuchar las informaciones de los partidos europeos del Sporting los miércoles por la noche.
A los 16 años, Manuel Fernandes acudió al campo sarilhense para realizarse pruebas. Ingresó en el equipo juvenil y un año después el entrenador lo llamó al equipo de honor sarilhense, que disputaba el campeonato de 3.ª división. Como era el vínculo entre la línea media y el ataque, no podía hacer lo que más le gustaba, marcar goles.
Al final de la temporada, un espía barreirense lo invitó a jugar en el CUF, invitación que aceptó. Estuvo un año marcando goles en el filial. En la temporada siguiente, con la sustitución del técnico, el equipo CUF se convirtió en el equipo revelación del Campeonato de Portugal, ubicándose en el cuarto lugar. Con un gol de Manuel Fernandes, que derrotó al FC Porto, los cufistas consiguieron una participación histórica en la Copa de la UEFA.
Le llegaron invitaciones de Alvalade, das Antas y Belém. Aceptó la invitación que le hicieron los "leones", recordando la premonición de su madre, que le dijo que jugaría en el Sporting, que era el club de toda la familia. Se incorporó al Sporting Clube de Portugal en 1975 y lo abandonó en 1987.
A Manuel Fernandes le gusta recordar dos momentos de su carrera en el Sporting: el que marcó un gol en la victoria sobre el União de Leiria que ganó el título en la temporada 79/80 y que marcó cuatro goles en el famoso 7-1. contra el Benfica, celebrado el 14 de diciembre de 1986, "marqué cuatro goles, una sensación inolvidable, pero estoy convencido de que si el partido hubiera durado un poco más... Pero, sinceramente, más que cualquier gol o cualquier partido. El momento más grande de la gloria de mi vida fue cuando vestí la camiseta del Sporting por primera vez".

## Entrenador
Inició su carrera como entrenador en 1988. Jugó en clubes como Estrela da Amadora, Santa Clara, Ovarense y Penafiel.
En noviembre de 2008 fue contratado por la União Desportiva de Leiria y logró ascender al club a la máxima categoría del fútbol portugués. En octubre de 2009 dimitió de su cargo por motivos personales. Días después fue anunciado como nuevo entrenador del Vitória Futebol Clube.

## Carrera

### Club
| Periodo   | Club                           |
| --------- | ------------------------------ |
| 1969–1975 | CUF                            |
| 1975–1977 | Sporting CP                    |
| 1977      | → Rochester Lancers (cedido)   |
| 1977–1979 | Sporting CP                    |
| 1979      | → New England Tea Men (cedido) |
| 1979–1987 | Sporting CP                    |
| 1987–1988 | Vitória Setúbal                |

### Selección nacional
Jugó para Portugal en 31 ocasiones de 1975 a 1987 y anotó 7 goles; sería excluido de la selección del mundial de México 1986 al estar involucrado en el Caso Saltillo.

### Entrenador
| Periodo   | Club               |
| --------- | ------------------ |
| 1988–1990 | Vitória Setúbal    |
| 1990–1991 | CF Estrela Amadora |
| 1991–1992 | AD Ovarense        |
| 1994–1995 | SC Campomaiorense  |
| 1996–1997 | FC Tirsense        |
| 1997      | Vitória Setúbal    |
| 1998–2001 | CD Santa Clara     |
| 2001      | Sporting CP        |
| 2003–2005 | FC Penafiel        |
| 2007–2008 | AS Aviação         |
| 2008–2009 | União Leiria       |
| 2009–2011 | Vitória Setúbal    |

## Muerte
Fernandes murió en Lisboa el 27 de junio de 2024, tres días después de tener una operación para extraerle un tumor.

## Logros

### Jugador
Sporting
- Primeira Divisão: 1979–80, 1981–82
- Taça de Portugal: 1977–78, 1981–82
- Supertaça Cândido de Oliveira: 1982, 1987

### Individual
- Goleador de la Primeira Divisão: 1985-86

### Entrenador
- Supertaça Cândido de Oliveira: 2000